# Alessandro Momo
Pour les articles homonymes, voir Momo.
Alessandro Momo est un acteur italien, né le 26 novembre 1956 à Rome, où il est mort le 19 novembre 1974  dans un accident de moto.

## Biographie
Alessandro Momo débute très jeune comme acteur de romans-photos pour adolescents (éd. Paoline) où il donne la réplique à Giusva Fioravanti. Devenu célèbre grâce à ses rôles avec Laura Antonelli dans les films de Salvatore Samperi Malicia et Péché véniel, il meurt brutalement dans un accident de moto quelques semaines après le tournage de Parfum de femme, de Dino Risi, où il partage l'affiche avec Vittorio Gassman et Agostina Belli.
Lors de son accident fatal, il percute à pleine vitesse un taxi sur la voie sur berge Maresciallo Diaz à Rome au guidon de la Honda CB 750 Four prêtée par son amie Eleonora Giorgi, partie en voyage. L'actrice est par la suite interrogée sur son imprudence, puisque Alessandro n'a pas encore l'âge requis de 21 ans pour conduire toutes cylindrées de motos, selon la loi italienne en vigueur à l'époque. Quelque temps après, le chanteur Patrizio Sandrelli lui dédie une chanson qui connaît un discret succès : Fratello in amore.
Alessandro Momo repose au cimetière de Campo Verano, à Rome, aux côtés de son père Gabriele Momo (1914-2000).

## Filmographie
- 1969 : La scoperta (it) d'Elio Piccon (it)

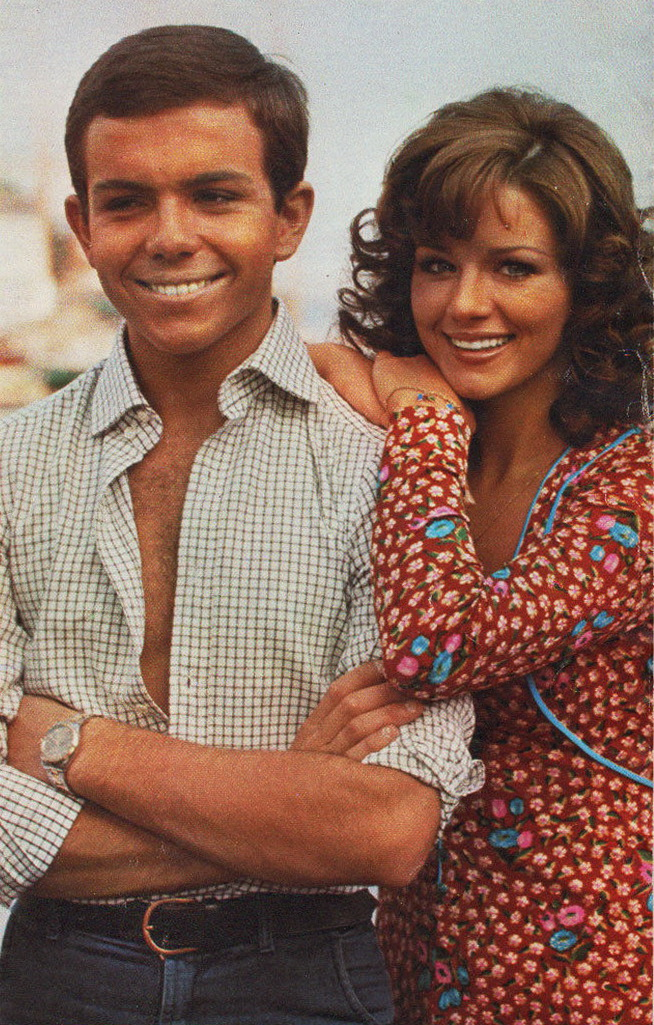
Alessandro Momo et Agostina Belli sur le tournage du film Parfum de femme.

- 1970 : Il divorzio de Romolo Guerrieri : Fabrizio, le fils
- 1970 : Rendez-vous avec le déshonneur (Appuntamento col disonore) d'Adriano Bolzoni : Alexander
- 1973 : La Police au service du citoyen (La polizia è al servizio del cittadino?) de Romolo Guerrieri : Michele
- 1973 : Malicia (Malizia) de Salvatore Samperi : Nino
- 1974 : Péché véniel (Peccato veniale) de Salvatore Samperi : Sandro
- 1974 : Parfum de femme (Profumo di donna) de Dino Risi : Giovanni Bertazzi, alias « Ciccio »